# Turnaround management
Turnaround management – specjalistyczna dziedzina zarządzania skupiająca się na wyprowadzaniu organizacji z problemów finansowych, organizacyjnych, logistycznych i innych.
Głównym celem turnaround management jest określenie problemów, odnalezienie i likwidacja ich źródła, naprawienie wszelkich szkód powstałych do czasu likwidacji problemu oraz stworzenie i wdrożenie nowych rozwiązań pozwalających przedsiębiorstwu wyjść z kryzysu, uzyskać i utrzymać samowystarczalność i prowadzić dochodową działalność.